# ジャリー・ミッチャム
- ジュリー・ミッチャム

ジャリー・ミッチャム（Julie Mitchum、1914年7月23日 - 2003年2月21日）は、アメリカ合衆国の女優。ロバート・ミッチャム、ジョン・ミッチャムは弟。
Julieは通常「ジュリー」と表記されるが（たとえば『紅の翼』で共演したジュリー・ビショップ）、彼女はジャリーと表記されている。

## 生涯
1914年7月23日、サウスカロライナ州チャールストンに、ジェームズ・トーマス・ミッチャムとアン・ハリエット・ガンダーソンの子として生まれる。出生名はアネット・ミッチャム（Annette Mitchum）。
弟のロバート・ミッチャム、ジョン・ミッチャムとともにエンターテインメント業界で働く。
代表作は『地獄へつゞく部屋』（1959年）。他にジョン・ウェインと共演した『紅の翼』（1954年）。『十戒』（1956年）にも出演したがクレジットはされていない。
ミュージシャンでもあり、ナイトクラブで歌ったりピアノ演奏をしていた。第二次世界大戦中にはが海外にいる兵隊を慰問した。1950年代初期にはロサンゼルスのKCOP-TVで冠番組『Julie Mitchum Show』を持っていた。
2003年、アリゾナ州サンシティでアルツハイマー病のために死去。88歳だった。

## フィルモグラフィ
| 年   | 題名 原題                              | 役                   | 備考           |
| ---- | -------------------------------------- | -------------------- | -------------- |
| 1947 | Sarge Goes to College                  | 付添の看護婦         | クレジットなし |
| 1947 | Killer Dill                            | ミス・クロフト       | クレジットなし |
| 1954 | 紅の翼 The High and the Mighty         | スージー・ウィルビー |                |
| 1956 | Edge of Hell                           | ミス・ホールジー     |                |
| 1956 | 十戒 The Ten Commandments              | 奴隷                 | クレジットなし |
| 1957 | Hit and Run                            | サーカス・ガール     |                |
| 1959 | 地獄へつゞく部屋 House on Haunted Hill | ルース・ブリッジス   |                |